# 巴塞罗那音乐博物馆

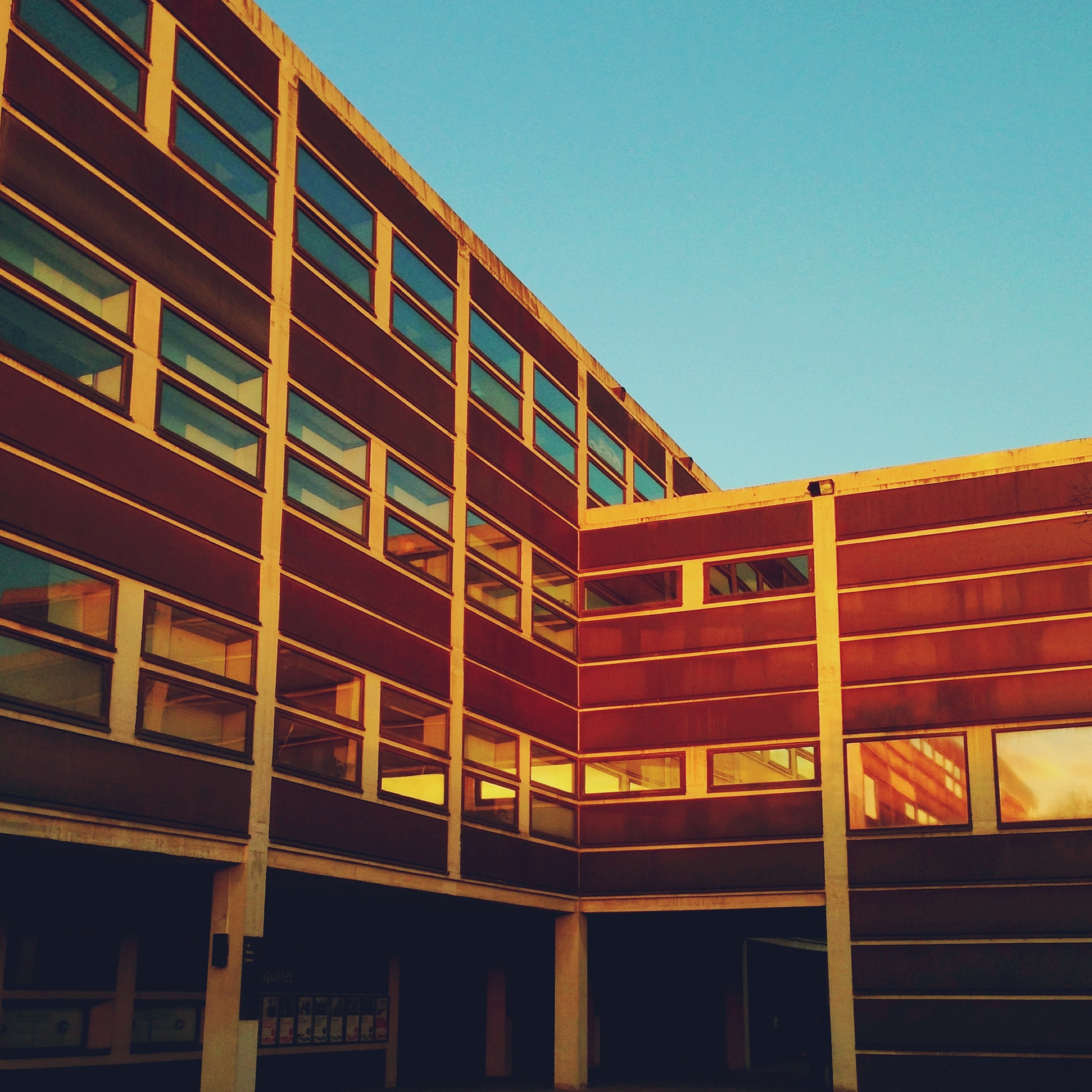
巴塞罗那音乐博物馆

巴塞罗那音乐博物馆（加泰罗尼亚语：Museu de la Música de Barcelona）是西班牙巴塞罗那的一个博物馆，收集从古代文明到21世纪，来自世界各地的2000种乐器，其中有500种正在展出，包括世界上最好的吉他。该博物馆涵盖历史、保护和研究多个层面，并宣传该市的音乐遗产。
音乐博物馆由市议会管理。 自2007年以来，其总部设于皮恩堡垒（Fort Pienc）社区，巴塞罗那大礼堂（L'Auditori de Barcelona）的二楼。